# IC 720
IC 720 је спирална галаксија у сазвјежђу Дјевица која се налази на листи објеката дубоког неба у Индекс каталогу.
Деклинација објекта је + 8° 46' 2" а ректасцензија 11h 42m 22,3s. Привидна величина (магнитуда) објекта IC 720 износи 13,9 а фотографска магнитуда 14,7. IC 720 је још познат и под ознакама MCG 2-30-16, CGCG 68-35, KCPG 298A, triple syste, contactPGC 36333.